# Cordula Stumpf
Cordula Stumpf (* 1960 in Würzburg) ist eine deutsche Rechtswissenschaftlerin und ehemalige Hochschullehrerin.

## Leben
Nach dem Abitur in Ansbach, studierte Stumpf von 1979 bis 1984 an der Universität Würzburg. 1990 wurde sie mit der Arbeit Erläuternde und ergänzende Auslegung letztwilliger Verfügungen im System privatautonomer Rechtsgestaltung - zugleich ein Beitrag zur Abgrenzung von Anfechtung, Umdeutung und Wegfall der Geschäftsgrundlage zur Dr. iur. utr. ebenfalls in Würzburg promoviert. An der Universität Trier arbeitete sie ab 1989 zunächst als Wissenschaftliche Mitarbeiterin, dann als Assistentin. 1997 habilitierte sich Stumpf mit der Arbeit Aufgabe und Befugnis - Das wirtschaftsverfassungsrechtliche System der europäischen Gemeinschaftsziele, dargestellt in seinen Auswirkungen auf die Freistellung vom Kartellverbot an der Universität Heidelberg.
1999 folgte Stumpf dem Ruf an die Universität Halle-Wittenberg, an der sie bis 31. Mai 2014 den Lehrstuhl für Bürgerliches Recht, Handelsrecht, Deutsches und Internationales Steuer- und Wirtschaftsrecht sowie Europarecht des verstorbenen Roland Donath innehatte.

## Publikationen (Auswahl)
- Erläuternde und ergänzende Auslegung letztwilliger Verfügungen im System privatautonomer Rechtsgestaltung: zugleich ein Beitrag zur Abgrenzung von Anfechtung, Umdeutung und Wegfall der Geschäftsgrundlage. Berlin 1991: Duncker und Humblot. ISBN 3-428-07133-6.
- Aufgabe und Befugnis: das wirtschaftsverfassungsrechtliche System der europäischen Gemeinschaftsziele, dargestellt in seinen Auswirkungen auf die Freistellung vom Kartellverbot. Frankfurt am Main 1999: Klostermann. ISBN 3-465-02990-9.
- Henkaku ki doitsu shiho no kiban teki wakugumi – Grundbedingungen des deutschen Privatrechts im Wandel. Series of The Institute of Comparative Law in Japan Bd. 56, Chuo-Universitätsverlag, Tokio 2008 (übersetzt ins Japanische und herausgegeben von Koresuke Yamauchi und Midori Matsuka-Narazaki).